# Coutarnoux
Coutarnoux is een gemeente in het Franse departement Yonne (regio Bourgogne-Franche-Comté) en telt 102 inwoners (2009). De plaats maakt deel uit van het arrondissement Avallon.

## Geografie
De oppervlakte van Coutarnoux bedraagt 9,0 km², de bevolkingsdichtheid is dus 11,3 inwoners per km².
De onderstaande kaart toont de ligging van Coutarnoux met de belangrijkste infrastructuur en aangrenzende gemeenten.

## Demografie
Onderstaande figuur toont het verloop van het inwonertal (bron: INSEE-tellingen).